# Saut de Gouloux
Le saut de Gouloux est une chute d'eau du Caillot (un affluent de rive droite de la Cure).

## Histoire
Le saut de Gouloux a été historiquement utilisé pour faire fonctionner un moulin à eau.

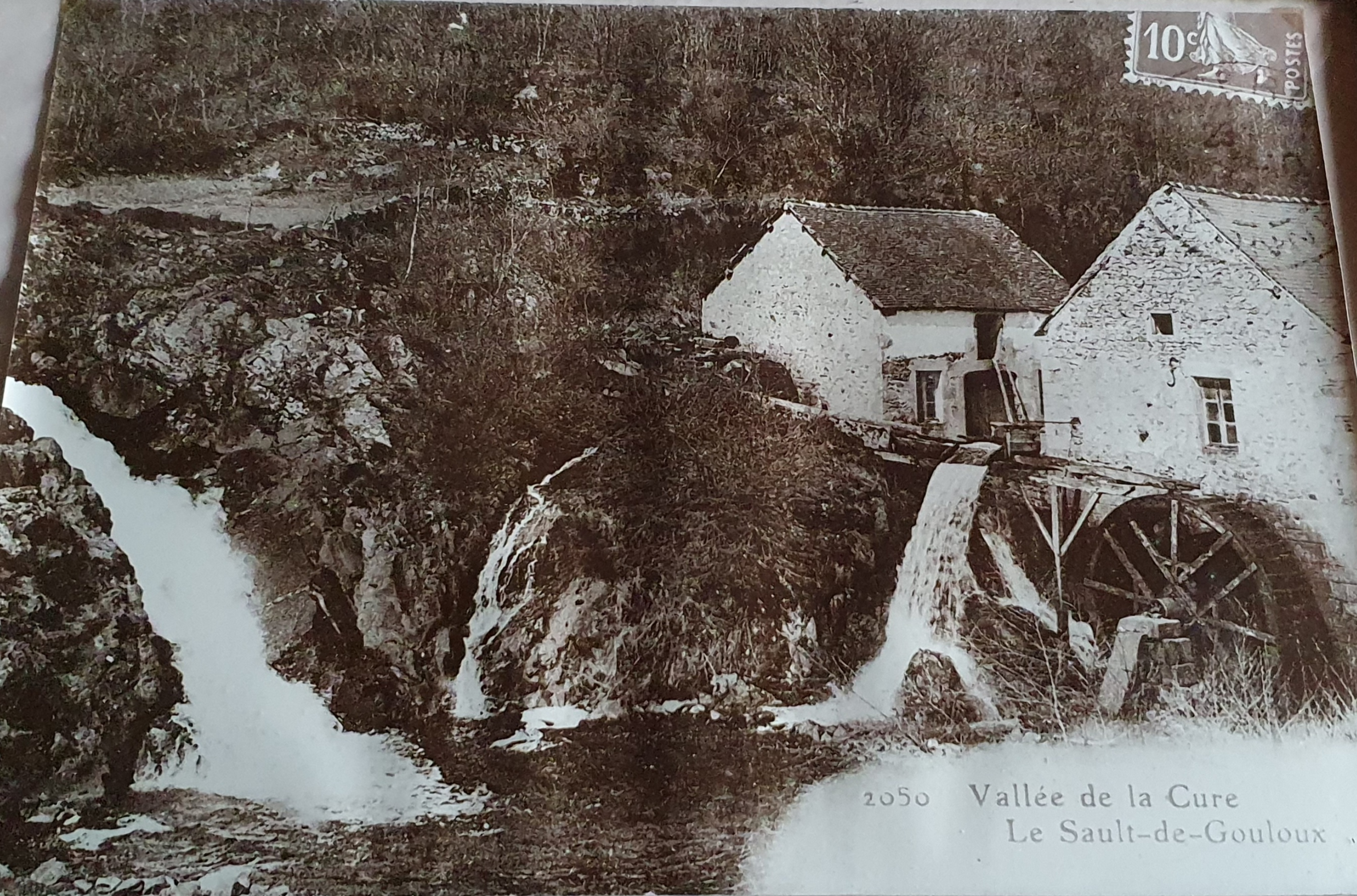
Le Saut de Gouloux et ses moulins à eau en fonctionnement

Ce site a également été utilisé pour le flottage du bois. En effet, le Morvan fournissait du bois de chauffage à Paris en acheminant les bûches par la Cure et l'Yonne notamment.

## Le site
La cascade est une petite chute d'eau au cœur du Morvan d'une dizaine de mètres de haut surplombée par une forêt de feuillus. Son eau provient de la rivière le Bridier, qui peu après sa chute se jette dans la Cure.
À noter que le saut a été vu dans quelques œuvres cinématographiques, comme Les Vétos.
À noter aussi qu'une stèle en l'honneur de la bataille de Sidi-Brahim a été érigé près de cette cascade.

## Géographie
Il est situé sur le territoire de la commune de Gouloux en Bourgogne-Franche-Comté, dans le département de la Nièvre, dans le Morvan.

## Accès
On y accède par la RD 977 bis. Il se trouve sensiblement entre le barrage des Settons et la Maison du parc régional du Morvan, à Saint-Brisson.
L'accès se fait par un petit parking de la route. Arrivé à la cascade haute de 10 mètres de haut, sur la droite, vous verrez les ruines des deux moulins ayant fonctionné entre 1804 et 1920 qu'une ancienne photographie sur place permet de regarder,.

### articles annexes
- Lac des Settons
- Parc naturel régional du Morvan
- Liste de chutes d'eau de France